# Afzelieae
Tribu
Les Afzelieae sont une tribu de plantes à fleurs dicotylédones de la famille des Fabaceae et de la sous-famille des Detarioideae.
Le genre type du taxon est Afzelia.

## Liste des genres
- Afzelia
- Brodriguesia
- Intsia